# احمد حفیان
احمد حفیان (انگلیسی: Ahmed Hafiane؛ زادهٔ ۱ اکتبر ۱۹۶۶) بازیگر اهل تونس است. وی دانش‌آموختهٔ «مؤسسه عالی هنرهای دراماتیک» است و به‌همراه هشام رستم در تئاتر و سینمای تونس فعال بود و برندهٔ جوایزی هم شده است.
از فیلم‌ها یا برنامه‌های تلویزیونی که وی در آن نقش داشته است، می‌توان به در بادیه و بیابان، فصل مردان، زندگی ما، طلای سیاه و سوبورا اشاره کرد.